# La Chapelle-Engerbold

La Chapelle-Engerbold este o comună în departamentul Calvados, Franța. În 1 ianuarie 2018 avea o populație de 101 de locuitori.